# 伊戈尔·布尔扎诺维奇
伊戈尔·布尔扎诺维奇（Igor Burzanović，1978年2月12日—），生于波多里察，现效力于中甲湖南湘涛。

## 球會生涯
他是布杜克诺斯特的球員，因為從青年隊晉升至球會。所以他是球隊近年來的明星球員，有時候會擔當球隊隊長。他被認為是黑山其中一個最有希望球員。
2006年12月，布尔扎诺维奇與國內班霸貝爾格萊德紅星簽約，2007年1月8日起正式加盟。自那時起，他在隊中是一個有價值的球員。2009年，伊戈尔重返布杜克诺斯特。在那兒射入10個進球後，他轉到日本球會名古屋鲸鱼效力。
2015年1月30日，中甲湖南湘涛宣布签约布尔扎诺维奇。

## 國際賽生涯
布尔扎诺维奇时常入选塞黑U21国家队。2006年5月，当塞黑解体后，布尔扎诺维奇选择为黑山效力。2007年，他首次為國家隊效力便攻入尊定性的罰球協助國家隊以2-1戰勝匈牙利。
2004年，他獲得黑山最佳球員獎。

## 連結
- Profile （页面存档备份，存于） at Srbijafudbal.